# Lineaire vergelijking

Twee lineaire vergelijkingen, elk in twee variabelen

Een lineaire vergelijking is een vergelijking, waarin elke term of een constante is of het product van een constante en een enkele variabele. In een lineaire vergelijking kunnen een of meer variabelen voorkomen. Bij het modelleren van vele verschijnselen, zijn lineaire vergelijkingen zeer nuttig, aangezien veel niet-lineaire vergelijkingen kunnen worden gereduceerd tot lineaire vergelijkingen door aan te nemen dat de belangwekkende oplossingen in maar een beperkte mate variëren ten opzichte van een bepaalde algemene evenwichtstoestand.
De algemene vorm van een lineaire vergelijking is
{\displaystyle a_{1}x_{1}+a_{2}x_{2}+\ldots +a_{n}x_{n}=b},
waarin de {\displaystyle a_{i}} en {\displaystyle b} uit een zeker lichaam (Ned) / veld (Be) zijn gekozen. De index {\displaystyle n} bepaalt het aantal variabelen, dat in de lineaire vergelijking voorkomt.
Edmond Laguerre was in 1867 een van de eersten die met lineaire vergelijkingen en stelsels lineaire vergelijkingen werkte.

## Aantal variabelen in een lineaire vergelijking

### Een variabele
Een lineaire vergelijking in een variabele {\displaystyle x} schrijft men meestal als {\displaystyle ax+b=0} met {\displaystyle a\neq 0}. De oplossing van deze vergelijking is {\displaystyle x={\frac {-b}{a}}}.

### Twee variabelen
Een gebruikelijke vorm van een lineaire vergelijking in twee variabelen {\displaystyle x} en {\displaystyle y} is {\displaystyle y=ax+b}, waarin {\displaystyle a} en {\displaystyle b} constanten aanduiden.
Elke oplossing {\displaystyle (x,y)} van een lineaire vergelijking kan opgevat worden als een stel coördinaten van een punt in een vlak voorzien van een cartesisch coördinatenstelsel. Met de oplossingsverzameling van de lineaire vergelijking correspondeert dan een rechte lijn in dat vlak. In deze specifieke vergelijking bepaalt de constante {\displaystyle a} de helling of gradiënt van deze lijn en bepaalt de constante term {\displaystyle b} het punt waar de lijn de {\displaystyle y}-as snijdt, ook bekend als nulpuntsverschuiving.
Aangezien de termen in lineaire vergelijkingen per definitie geen producten, machten, behalve de macht 1, of andere functies van verschillende of dezelfde variabelen kunnen bevatten, zijn vergelijkingen met termen als {\displaystyle xy,\ x^{2},\ y^{1/3},} of {\displaystyle \sin(x)} niet lineair.

### Meer variabelen
Een lineaire vergelijking kan betrekking hebben op meer dan twee variabelen. De algemene lineaire vergelijking in {\displaystyle n} variabelen luidt:
{\displaystyle a_{1}x_{1}+a_{2}x_{2}+\ldots +a_{n}x_{n}=b}
In deze vorm zijn {\displaystyle a_{1},a_{2},\ldots ,a_{n}} de coëfficiënten, {\displaystyle x_{1},x_{2},\ldots ,x_{n}} de variabelen en is {\displaystyle b} de constante term. Zo'n vergelijking zal een {\displaystyle (n-1)}-dimensionaal hypervlak in de {\displaystyle n}-dimensionale euclidische ruimte weergeven, bijvoorbeeld een vlak in de driedimensionale ruimte. Zijn er drie of minder variabelen, dan is het gebruikelijk om de variabelen {\displaystyle x_{1},x_{2},x_{3}} te vervangen door {\displaystyle x,y,z}.

## Algemeen
Het ging tot nu toe over op zichzelf staande lineaire vergelijkingen, waarin het lineaire verband tussen een aantal variabelen werd gegeven. Het is ook mogelijk een stelsel van lineaire vergelijkingen in te voeren, waar in de verschillende vergelijkingen dezelfde variabelen worden gebruikt. De lineaire algebra geeft de theorie voor het oplossen van dergelijke stelsels van lineaire vergelijkingen. 
Een lineaire vergelijking is meer algemeen het vraagstuk om bij een lineaire afbeelding de argumenten te bepalen die een gegeven beeld hebben. Als dit beeld de nulvector is, wordt dit een homogene vergelijking genoemd, en is de oplossingsverzameling de kern van de afbeelding. Bij een ander beeld spreekt men van een inhomogene vergelijking, en is de oplossingsverzameling, indien niet leeg, een affiene ruimte, namelijk de kern, getransleerd over een particuliere oplossing. De terminologie wordt vooral gebruikt bij lineaire differentiaalvergelijkingen. De algemene theorie van het oplossen van vergelijkingen beslaat verschillende deelgebieden van de wiskunde in zijn geheel.